# 察瓦龙紫菀
察瓦龙紫菀（学名：Aster tsarungensis）为菊科紫菀属的植物，是中国的特有植物。分布于中国大陆的四川、西藏、云南等地，生长于海拔2,650米至4,800米的地区，多生长于高山、亚高山草甸或山谷坡地，目前已由人工引种栽培。